# 米哈伊尔·布尔采夫
米哈伊尔·伊万诺维奇·布尔采夫（俄语：Михаил Иванович Бурцев，1956年6月21日—2015年10月16日），苏联男子击剑运动员。他曾参加1976年、1980年和1988年三届夏季奥运会，共收获两枚金牌和两枚银牌。